# Playa Unión
Playa Unión – miasto w Argentynie, w prowincji Chubut, w departamencie Rawson.
Według danych szacunkowych na rok 2010 miejscowość liczyła 6 775 mieszkańców.